# Bijnor
Bijnor es una ciudad y municipio situado en el distrito de Bijnor en el estado de Uttar Pradesh (India). Su población es de 93297 habitantes (2011). 

## Demografía
Según el  censo de 2011 la población de Bijnor era de 93297 habitantes, de los cuales 49055 eran hombres y 44242 eran mujeres. Bijnor tiene una tasa media de alfabetización del 75,97%, superior a la media estatal del 67,68%: la alfabetización masculina es del 79,252%, y la alfabetización femenina del 72,36%.